# Daliówka
Daliówka – potok w Beskidzie Niskim, na pograniczu grupy Jawornika i masywu Piotrusia w Beskidzie Dukielskim, prawobrzeżny dopływ Jasiołki o długości 4,71 km.
Źródła na wysokości ok. 580 m n.p.m., pomiędzy Działem Szklarskim (646 m n.p.m.) na zachodzie a Przełęczą Szklarską na wschodzie. Spływa generalnie w kierunku południowym i na wysokości ok. 425 m n.p.m., tuż poniżej centrum zabudowy Daliowej uchodzi do Jasiołki.
Wzdłuż toku Daliówki na całej długości biegnie granica Jaśliskiego Parku Krajobrazowego.